# Regina Hitzenberger
Regina Hitzenberger (* 18. Februar 1957 als Regina Pirich in Gmunden) ist eine österreichische Physikerin. Sie ist Universitätsprofessorin an der Gruppe für Aerosol- und Clusterphysik der Universität Wien.

## Leben
Regina Pirich wurde am 18. Februar 1957 in Gmunden geboren. Nach einem Studium der Physik, Astronomie und Mathematik an der Universität Wien absolvierte sie 1980 einen Aufenthalt als Gastwissenschaftlerin an der Washington University in St. Louis im US-Bundesstaat Missouri. 1982 wurde sie an der Universität Wien promoviert. 1983 heiratete sie den Medizinphysiker Christoph Hitzenberger.
Nach der Promotion blieb sie an der Universität Wien, wo sie von 1982 an eine Assistentenstelle und ab 1986 eine Assistenzprofessur innehatte. Gastaufenthalte führten sie 1987 in die USA nach Los Angeles, wo sie an einer Studie zur Luftqualität in Südkalifornien teilnahm, und 1989 als Gastwissenschaftlerin an die Universität Kyōto nach Japan. Nachdem sie sich 1993 an der Universität Wien habilitiert hatte, wurde sie 1997 dort außerordentliche Professorin. Am 1. Dezember 2012 wurde sie auf eine Vollprofessur für Cluster- und Aerosolphysik berufen.
Von 2006 bis 2011 war sie an der Universität Wien Vizedekanin der Fakultät für Physik, 2009 bis 2012 stellvertretende Leiterin der Forschungsplattform Alternative Solvents as a Basis for Life Supporting Zones in (Exo-) Planetary Systems (Exolife). Von 1. Oktober 2015 bis 31. Dezember 2022 war sie Vizerektorin für Infrastruktur der Universität Wien.
Von 2004 bis 2006 war Regina Hitzenberger Vizepräsidentin der Gesellschaft für Aerosolforschung.

## Forschung
Regina Hitzenbergers Forschungsarbeit betrifft atmosphärische Aerosole, insbesondere solche im Größenbereich von etwa 50 nm bis etwa 1 μm. Sie untersucht dabei die physikalischen Eigenschaften der Partikel, ihre Funktion als Nukleationskeime für Wolken (Cloud condensation nuclei, CCN), Dieselruß und Ruß aus der Verbrennung von Biomasse sowie die Strahlungseigenschaften atmosphärischer Aerosole und ihren Einfluss auf das Klima und die menschliche Gesundheit.
Die Zitationsdatenbank Web of Science weist Regina Hitzenberger mit Stand vom Jänner 2023 als Autorin von über 100 Fachartikeln mit einem h-Index von 39 aus.

## Publikationen (Auszug)
- Heidrun Schmid, Lothar Laskus, Hans Jürgen Abraham, Urs Baltensperger, Vincent Lavanchy, Mirko Bizjak, Peter Burba, Helene Cachier, Dale Crow, Judith Chow, Thomas Gnauk, Arja Even, H. M. ten Brink, Klaus-Peter Giesen, Regina Hitzenberger, Christoph Hueglin, Willy Maenhaut, Casimiro Pio, Abel Carvalho, Jean-Philippe Putaud, Desiree Toom-Sauntry, Hans Puxbaum: Results of the “carbon conference” international aerosol carbon round robin test stage I. In: Atmospheric Environment. Band 35, Nr. 12, April 2001, S. 2111–2121, doi:10.1016/S1352-2310(00)00493-3 (englisch).
- H. Bauer, A. Kasper-Giebl, M. Löflund, H. Giebl, R. Hitzenberger, F. Zibuschka, H. Puxbaum: The contribution of bacteria and fungal spores to the organic carbon content of cloud water, precipitation and aerosols. In: Atmospheric Research. Band 64, Nr. 1–4, September 2002, S. 109–119, doi:10.1016/S0169-8095(02)00084-4 (englisch).
- M. Viana, T.A.J. Kuhlbusch, X. Querol, A. Alastuey, R.M. Harrison, P.K. Hopke, W. Winiwarter, M. Vallius, S. Szidat, A.S.H. Prévôt, C. Hueglin, H. Bloemen, P. Wåhlin, R. Vecchi, A.I. Miranda, A. Kasper-Giebl, W. Maenhaut, R. Hitzenberger: Source apportionment of particulate matter in Europe: A review of methods and results. In: Journal of Aerosol Science. Band 39, Nr. 10, Oktober 2008, S. 827–849, doi:10.1016/j.jaerosci.2008.05.007 (englisch).
- J.-P. Putaud, R. Van Dingenen, A. Alastuey, H. Bauer, W. Birmili, J. Cyrys, H. Flentje, S. Fuzzi, R. Gehrig, H.C. Hansson, R.M. Harrison, H. Herrmann, R. Hitzenberger, C. Hüglin, A.M. Jones, A. Kasper-Giebl, G. Kiss, A. Kousa, T.A.J. Kuhlbusch, G. Löschau, W. Maenhaut, A. Molnar, T. Moreno, J. Pekkanen, C. Perrino, M. Pitz, H. Puxbaum, X. Querol, S. Rodriguez, I. Salma, J. Schwarz, J. Smolik, J. Schneider, G. Spindler, H. ten Brink, J. Tursic, M. Viana, A. Wiedensohler, F. Raes: A European aerosol phenomenology – 3: Physical and chemical characteristics of particulate matter from 60 rural, urban, and kerbside sites across Europe. In: Atmospheric Environment. Band 44, Nr. 10, März 2010, S. 1308–1320, doi:10.1016/j.atmosenv.2009.12.011 (englisch).